# Yronde-et-Buron
Yronde-et-Buron település Franciaországban, Puy-de-Dôme megyében. Lakosainak száma 643 fő (2022. január 1.). Yronde-et-Buron Coudes, Orbeil, Parent, Saint-Babel, Saint-Yvoine, Sauvagnat-Sainte-Marthe és Vic-le-Comte községekkel határos.

## Népesség
A település népessége az elmúlt években az alábbi módon változott:
| Lakosok száma | 683  | 663  | 671  | 648  | 652  | 652  | 649  | 646  | 643  |
|               | 2013 | 2015 | 2016 | 2017 | 2018 | 2019 | 2020 | 2021 | 2022 |